# 345.ª Divisão de Infantaria Motorizada (Alemanha)
A 345ª Divisão de Infantaria (em alemão:345. Infanterie-Division) foi uma unidade militar que serviu no Exército alemão durante a Segunda Guerra Mundial.

## Comandantes
| Comandante                    | Data                                             |
| ----------------------------- | ------------------------------------------------ |
| Generalleutnant Karl Böttcher | 25 de novembro de 1942 - 28 de fevereiro de 1943 |

## Área de operações
| França | novembro de 1942 - fevereiro de 1943 |